# شهرداری بودوا
شهرداری بودوا (به لاتین: Budva Municipality) یک منطقهٔ مسکونی در مونته‌نگرو است که در مونته‌نگرو واقع شده‌است. شهرداری بودوا ۱۲۲ کیلومتر مربع مساحت و ۲۲٬۰۶۱ نفر جمعیت دارد.